# Vuurttinsuo- Korpijärvenoja
Vuurttinsuo- Korpijärvenoja este o arie protejată (arie specială de conservare — SAC, sit de importanță comunitară — SCI) din Finlanda întinsă pe o suprafață de 89 ha, integral pe uscat.

## Localizare
Centrul sitului Vuurttinsuo- Korpijärvenoja este situat la coordonatele 61°14′50″N 26°28′38″E / 61.2472°N 26.4772°E.

## Înființare
Situl Vuurttinsuo- Korpijärvenoja a fost declarat sit de importanță comunitară în august 1998 pentru a proteja 1 specie de plante și 1 specie de animale. Situl a fost protejat și ca arie specială de conservare în aprilie 2015.

## Biodiversitate
Situată în ecoregiunea boreală, aria protejată conține 6 habitate naturale: Lacuri și iazuri distrofice naturale, Turbării active, Mlaștini turboase de tranziție și turbării mișcătoare, Taiga vestică, Păduri caducifoliate de mlaștină fino-scandinave, Mlaștini împădurite.
La baza desemnării sitului se află mai multe specii protejate:
- plante (1): Herzogiella turfacea
- mamifere (1): veveriță zburătoare siberiană (Pteromys volans)

Pe lângă speciile protejate, pe teritoriul sitului au mai fost identificate 1 specie de plante.